# Trofeo Corpus de Cádiz
El Trofeo Corpus de Cádiz fue un trofeo disputado en la ciudad de Cádiz, España, durante las fiestas religiosas del Corpus Christi y del que se disputaron 4 ediciones entre 1958 y 1962 (las ediciones de 1960 y 1961 no se celebraron).
Otros torneos de fútbol disputados en España durante la festividad del Corpus Christi fueron el Trofeo Corpus de Ourense y el Trofeo Corpus de Lugo.

## Palmarés
| Año  | Edición      | Campeón            | Resultado | Subcampeón              |
| ---- | ------------ | ------------------ | --------- | ----------------------- |
| 1958 | I            | Atlético de Madrid | 5-1       | Racing Club de France   |
| 1959 | II           | Athletic Club      | 3-0       | Nottingham Forest F. C. |
| 1960 | No disputado | -                  | -         | -                       |
| 1961 | No disputado | -                  | -         | -                       |
| 1962 | -            | Córdoba C. F       | 2-1       | Athletic Club           |

## Campeones
| Atlético de Madrid | 1 | 1958 |
| Athletic Club      | 1 | 1959 |
| Córdoba C. F.      | 1 | 1962 |